# Bromö glasbruk

Bromö glasbruk var ett svenskt glasbruk, grundat 1762. 
Företaget Bromö glasbruk startades av Johan Schytz 1762, på området där den gamla Älvsborgs fästning var belägen, under namnet Klippans glasbruk. Eftersom ved var en bristvara i Göteborgstrakten användes stenkol och sodan, som var en importvara, ersattes med aska av sjötång. Metoden att producera soda av sjötång kom till efter en idé från Peter Bragge. År 1796 övertog Carl Bagge ledningen för företaget och expanderade verksamheten kraftigt, men 1803 tröttnade han och drog sig bort från verksamheten. Samma år flyttade företaget till Bromö som vid tidpunkten ägdes av Carl Bagge och den tidigare landshövdingen i Göteborg Samuel af Forselles. Företaget såldes 1813 till kommerserådet Berndt Harder Santesson. År 1836 tvingades Santesson sälja två tredjedelar av företaget eftersom han satsat stora delar av sin förmögenhet på byggandet av Göta kanal.